# Phasicnecus livingstonensis
Phasicnecus livingstonensis är en fjärilsart som beskrevs av Embrik Strand. Phasicnecus livingstonensis ingår i släktet Phasicnecus och familjen Eupterotidae. Inga underarter finns listade i Catalogue of Life.